# Luna ucigașă
The Killing Moon - Luna ucigașă este un roman fantastic din 2012 de N.K. Jemisin și este primul roman din seria Dreamblood - Vise ucigașe. Romanul a fost publicat la 1 mai 2012 de Orbit Books și se concentrează pe o serie de crime și un potențial război magic.

## Rezumat
Cartea îl urmărește pe Ehiru, un Gatherer care a jurat să ajute la păstrarea păcii în orașul Gujaareh. Aceștia trebuie să adune magia în timp ce oamenii dorm, folosind magia în scopuri altruiste, cum ar fi pentru a proteja orașul de corupți. Cu toate acestea, atunci când visătorii încep să moară, crimele făcute aparent în numele zeiței-visului a orașului, Ehiru trebuie să afle cine face asta și de ce înainte ca orașul să fie distrus în acest proces.

## Primire
Recenziile cărții au fost predominant pozitive.   Revista Slant a lăudat The Killing Moon, numind-o pe N.K. Jemisin un "talent în creștere, cu o carieră demnă de urmat".  io9 a lăudat temele cărții: „religie, zei și magie”.  Kirkus Review a scris că cartea a fost „împlinitoare”, dar a menționat că, în anumite puncte, cartea este „claustrofobă” și că îi lipseau hărțile. 
Cartea a fost nominalizată la un premiu Nebula și la Premiul World Fantasy în 2013.  

## Traduceri
- N. K. Jemisin - Luna ucigașă, Editura Nemira, col. Nautilus, mai 2015, traducere Silviu Genescu